# Studiranje tokom pandemije kovida 19
Studiranje u doba korone ili virtuelno korona-studiranje promenilo je život studenata na mnogim  univerzitetima u svetu, jer su sale univerziteta odjednom sa zdravstveno-političkog stanovišta, postale potpuno neprihvatljive.  Kako je do daljeg povratak svakodnevici zbog snažnog uticaja korona-virusa  nemoguć, preduzete su brojne mere da se nastava izvodi na različite načine. Međutim iako je jedan deo studenata oduševljen ovakvim studiranjem, većina studenata, kao i docenata i profesora slaže se da ništa ne može da zameni klasična predavanja i vežbe.

## Preduslovi
Nakon pojave pandemije kovid-19 i prvih slučajeva u svetu, kao jednu od preventivnih mera, kako bi se zaustavilo dalje širenje pandemije zarazne bolesti i spasili životi zdravstveno ugroženih grupa (starijih osoba i hroničnih bolesnika) uvedena je socijalna izolacija dela stanovništva ili socijalno distanciranje ili zaštitna sekvestracija kao oblik prinudnog izdvajanje iz socijalne sredine jednog dela stanovništva.
Jasno je da je socijalna izolacija i distanciranje možda najefikasnija način da ljudi koji nisu zaraženi izbegnu da ga dobiju bolest. Ali izolacija ima i svoja neželjena dejstva jer dovodi do velikih promena u načinu života, poslovanju preduzeća, školovanju, zdravstvenoj zaštiti, učešću u javnim događanjima i društvenim interakcijama, koje pojedinci izuzetno teško podnose, što su pokazali i eksperimenti socijalnih psihologa.

## Organizacija nastave u doba korone
U mnogim zemljama sveta virtuelnom korona-studiranje pribeglo se samo sa jednim ciljem da fakulteti postanu nova legla širenja zaraze, a to je u ovom trenutku svetu najmanje potrebno.
U tom smislu kontakti docenata i studenata, neophodni za normalno odvijanje nastave, smanjeni su na minimum. Biblioteke su zatvorene, narudžbine knjiga su moguće jedino preko interneta. Nastava je prebačena u virtuelni svet. Predavanja se snimaju i prenose preko interneta.
Predavanja, auditorne i laboratorijske vežbe izvode se kroz:
- interaktivne video konferencije upotpunjene programima i materijalima koji se inače koriste u nastavi,
- izradu zadataka, domaćim radovima, pisanim izveštajima,
- samostalnu izradu stručnih projekata,
- individualne konsultacije,
- izvođenjem vežbi na simulatorima CircuitVerse i PacketTracer, koja se upotpunjuje sličnim alatima sa interneta.

Cilj ovakvog studiranja je bio omogućiti svim studentima uspešan semestar, uprkos ogromnim ograničenjima. Time se izbeglo „preskakanje“ semestra ili zamrzavanju nastave, jer bi se to moglo negativno odraziti na buduću karijeru studenata.
U celini gledano prelazak na virtuelnu nastavu u svetu je uspeo, iako ne i sa istim uspehom, na svim univerzitetima.

### Nastava u Srbiji u doba korone, školske 2020/21
Nakon što je na svih sedam univerziteta u Srbiji početkom oktobra startovala nova školska godina,  nastava će se uglavnom izvoditi kombinovano - teorijski deo držaće se onlajn, a vežbe "uživo", uz poštovanje preporučenih mera zdravstvene zaštite, koje će se menjati u skladu sa epidemiološkom situacijom i preporukama epidemiologa.
Najviše posla čeka fakultete koji imaju dosta praktičnih vežbi, i one koji upisuje veliki broj studenata, poput Medicinskog, Stomatološkog, Elektrotehničkog, Mašinskog fakulteta...
Tokom  sprovođenje praktične nastave u najvećem riziku su studenti sa medicinskih fakulteta, koji bi trebalo da steknu iskustvo u direktnom kontaktu sa pacijentima u bolnicama i na klinikama. Studenti medicine i stomatologije su podeljeni na grupe, a u radu sa pacijentima koristiće vizire, maske i rukavice, meriće im se temperatura, a angažovano je i više asistenata kako bi se formiralo što više grupa.
Na elektrotehničkom, medicinskom, farmaceutskom, veterinarskom i drugim fakultet praktična nastava organizovana je na specifičan način, u laboratorijama sa manjim grupama uz poštovanje razmaka i drugih zdravstvenih preporuka.
Na starijim godinama pojedinih fakulteta, na koje je upisan manji broj studenata teorijska i praktična nastavu držaće se na fakultetu, sve dok to epidemiološki uslovi to dozvoljavaju.

## Mane i prednosti

### Mane
Kao glavni problemi u studiranju u vreme pandemije pokazali su se:
- nedostatak direktne razmene informacija uživo
- predavanja traju kratko, oko pola sata. što je po mišljenju studenata nedovoljno da gradivo savladaju.
- laboratorijske vežbe su skraćene iako je potrebno da dosta dugo traju,
- ograničenja takvog studiranja zbog nedostataka najboljih računar, interneta kod kuće,
- neadekvatni uslovi u studentskom domu (nemam mira za praćenje nastave preko računara)
- gubitak poslova kojima su studenti finansirali svoj život, poput rada u restoranima ili na sajmovima.
- problemi oko prevoza  za studente iz susednih gradova, koji su obavezni da prisustvuju vežbama.
- „varanje“ na ispitima – koji se takođe održavaju na kvalitet stečenog znanja u uslovima virtuelnog korona-studiranja.
- otežano izvođenje praktične nastave.

Kako pandemija kovida traje jako dugo (i ne zna se do kada će trajati) kod mnogih studenata se pojavila bojazan, zbog stava nekih političara da se virtuelizacijom i digitalizacijom može uštedeti na nastavnom osoblju. 
Postoji dakle strah da bi – sada mnogo toga u nastavi moglo da se prenese u virtuelni svet – pravi, ličnim kontaktima prožet život na univerzitetu mogao da nestane...Oko 6.000 od 26.000 docenata na nemačkim univerzitetima potpisalo je otvoreno pismo u kojem se bave budućnošću visokoškolske nastave i zalažu se za zadržavanje „nastave s ljudima koji su prisutni“.

### Prednosti
I dok su malobrojni studenti oduševljeni digitalnom nastavom, većini se u stvari dopadaju nove slobode i to ovako komentarišu: „Više ne moram svaki dan na fakultet.“ „Onlain-predavanja mogu da rasporedim po potrebi i da ih pogledam više puta ako nešto ne razumem.“
Iskustva stečena u ovako organizovanoj nastavi nastaviće da se prilagođavaju digitalnom vremenu, ali samo kao dopuni, a ne i zameni za klasičnu nastavu, jer kako navodi profesor Bernhard Kempen iz Saveza nemačkih visokoškolskih ustanova ... Nauka živi od dijaloga.

#### Moralno-voljni faktor
U ovim uslovima studiranja  značajan je i moralno-voljni faktor kako nastavnika tako i studenta, kako bi i jedni i drugi u vrlo kratkom vremenu, u izrazito složenim uslovima, što uspešnije i brže prešli na novi sistem obrazovanja i učenja.
Kriza tera ljude da budu inovativni, hrabri, i da nesebično pomažu jedni drugima. Mišljenja studenata o novom načinu izvođenja nastave vidljiva su kroz forume pojedinih predmeta u SCAD-u na kojima studenti izražavaju izrazito visok nivo zadovoljstva. Isto tako, prisustvo studenata u svim oblicima izvođenja nastave je vrlo visoko, što je dokaz da je većina  studenta nov način izvođenja nastave shvatili vrlo ozbiljno.

## Stanje u 2020.
U međuvremenu, prošlo je više od deset meseci od zvaničnog proglašenja pandemije korona virusa koja je već pogodila milione ljudi. Kako neposrednim ugrožavanjem života i zdravlja tako i najraznovrsnijim posrednim posledicama, uključujući i ekonomske, psihološke i socijalne. Ova pandemija već je unela bezbrojne promene u sve aspekte naše svakodnevice, pa i u obrazovni sistem.

Prema rezultatima istraživanja o uticaju pandemije na nastavu obavljenim u Srbiji u drugoj polovini 2020 godine došlo se do podataka:
... većini nastavnika (54,9%) je ovo bilo prvo iskustvo sa realizacijom obrazovnog procesa putem učenja na daljinu. Jedna trećina nastavnika ističe da su nastavu realizovali samo uz pomoć alata za komunikaciju, bez upotrebe platformi i sistema za učenje na daljinu koji omogućavaju produkciju nastavnih sadržaja kreiranih ili prilagođenih potrebama učenika. Kao glavni problem tokom realizacije nastave na daljinu 25,3% anketiranih ističe nizak nivo digitalnih kompetencija nastavnika, dok 33,5% navodi nizak nivo digitalnih kompetencija učenika. Zanimljivo je da 58,4% nastavnika misli da će se škola trajno promeniti i da će, u većoj ili manjoj meri, nastava na daljinu ostati sastavni deo školske prakse. Pored toga, kako bi u buduće bili spremni za nastavu na daljinu, gotovo polovina anketiranih smatra da su potrebne odgovarajuće obuke nastavnika, kao i više otvorenih obrazovnih resursa (34%).

## Spoljašnje veze
- Министарство просвете: За износ школарина надлежни факултети
- VIRTUALNI EDU fair, 15. oktobar 2020.
- Uputstvo za studente i zaposlene u vrijeme pandemije KOVID-19